# Frontière entre le Guatemala et le Mexique
 (janvier 2024).
Si vous disposez d'ouvrages ou d'articles de référence ou si vous connaissez des sites web de qualité traitant du thème abordé ici, merci de compléter l'article en donnant les références utiles à sa vérifiabilité et en les liant à la section « Notes et références ».
La frontière entre le Guatemala et le Mexique est bordée par les états mexicains du Chiapas, du Tabasco et du Campeche et les départements guatémaltèques entre autres de Petén, San Marcos et Huehuetenango. Cette frontière a été l'objet de nombreux contentieux et a été définitivement établie à la fin du XIXe siècle sans pour autant être contrôlée à cette époque. Son contrôle a commencé avec l'arrivée des réfugiés guatémaltèques en 1981 à la suite de la guerre civile dans ce pays et les incursions de l'armée du Guatemala en territoire mexicain. Dans des politiques de protection des ressources naturelles, de lutte contre le narcotrafic et contre l'immigration cette frontière n'a cessé depuis de se militariser de façon croissante. 
L'histoire de cette frontière a notamment été étudiée et publiée par l'historien belge Jan de Vos dans son ouvrage Las fronteras de la frontera sur.  

## Villes frontières

Carte de la frontière entre le Guatemala et le Mexique.

Du cote mexicain : Entre autres Tapachula, Huixtla, Motozintla, Frontera Comalapa, Benemérito de las Américas. 
Du cote guatémaltèque : Entre autres Tecún Umán, Carmen, La Mesilla. 

## Activités
De nombreuses migrations saisonnières de travail ont lieu dans le sens Guatemala-Mexique et concernent des migrants venus de toute l'Amérique centrale. Des cas d'esclavage, notamment sexuel mais pas uniquement, ont été répertoriés[réf. nécessaire].
Cette frontière est le lieu de transit de nombreux produits notamment chinois à destination de toute l'Amérique du Nord. L'activité commerciale est donc très développée tout le long de la frontière. 
De nombreux trafics, notamment d'armes et de drogues traversent la frontière entre le Mexique et le Guatemala.

## Migration et droits humains

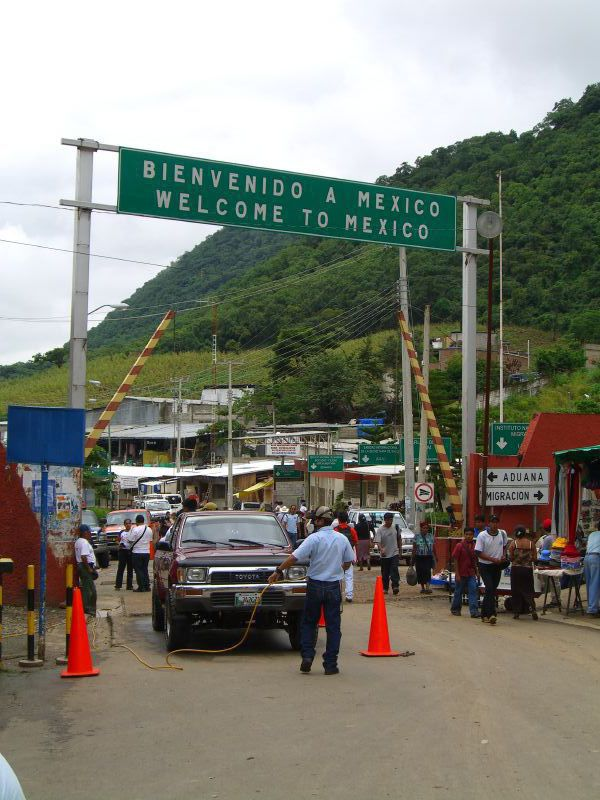
Un poste-frontière mexicain

Des migrations de travail notamment dans le secteur de l'exploitation du café existent depuis les années 1920 durant lesquelles à la suite de la crise les employeurs du Soconusco préférèrent embaucher des travailleurs guatémaltèques et centramericains poussés hors de leur pays par les problèmes économiques que les indigènes de la région de los Altos qui commençaient à s'organiser et demandaient des salaires et des conditions de travail plus dignes. 
Dans les années 1980, plusieurs dizaines de milliers de réfugies guatémaltèques fuyant les massacres dans leur pays arrivèrent notamment au Chiapas. Ils furent placés dans des camps de réfugiés et une partie fut déplacée dans d'autres camps dans les États du Campeche et du Quintana Roo. Ils souffrirent de nombreuses violations de leurs droits en général de la part des autorités mexicaines et ne reçurent de documents attestant leur statut de réfugié que très tardivement. Une partie d'entre eux est aujourd'hui naturalisée mexicaine. 
La frontière entre le Mexique et le Guatemala est devenue à la fin du XXe siècle un point stratégique de la route vers les États-Unis pour de nombreux migrants souvent sans papiers. 
Le Chiapas est l'État de la république mexicaine qui enregistre la dynamique migratoire la plus intense et aussi celui dans lequel les migrants souffrent le plus de violations de leurs droits humains, dont la moitié serait le fait d'agents de l'état. 
L'immigration au Mexique dans les villes frontières notamment Tapachula et Frontera Comalapa est un phénomène croissant mais peu connu. L'État du Chiapas et le Mexique en général souffre d'une grande carence en matière de politique publique d'immigration. 